# يوشو تاكاهاشي
يوشو تاكاهاشي (باليابانية: 高橋 祐翔) (مواليد 19 سبتمبر 2001) هو لاعب كرة قدم ياباني.

## وصلات خارجية
- يوشو تاكاهاشي على موقع رابطة كرة القدم اليابانية للمحترفين (اليابانية)
- يوشو تاكاهاشي على موقع قاعدة بيانات كرة القدم.إي يو (الإنجليزية)
- يوشو تاكاهاشي على موقع Soccerway.com (الإنجليزية)
- يوشو تاكاهاشي على موقع عالم كرة القدم.نت (الإنجليزية)